# Brouwerij Kerkom
De Brouwerij Kerkom is een bierfirma en voormalige dorpsbrouwerij in Kerkom-bij-Sint-Truiden, gesticht in 1878 door Evarist Clerinx. In 2022 kwam het bedrijf in handen van Brouwerij De Ranke.

## Geschiedenis

### Voor de Eerste Wereldoorlog
Evarist Clerinx studeerde geneeskunde, maar in het voorlaatste jaar verkoos hij (professioneel) bier te gaan brouwen. Hij kocht hiertoe in Kerkom aan de weg Sint-Truiden - Hannuit - Namen de oude afspanning "La Renaissance" en bracht er een bierbrouwerij in onder. In de beginperiode van Evarist werd alleen bier geleverd in tonnen. De distributie was kleinschalig: de afstand die een paard heen en terug in één etmaal kon afleggen.
De Reus was erg in trek. Het was een bier van hoge gisting dat toen het best vergeleken kon worden met de Jack-op. De kwaliteit van het bier werd mede bepaald door de eigenschappen van het water van de Cicindriabeek, dat bij de bron werd afgetapt.
Naast cafés kochten ook bemiddelde burgers - die altijd bier in voorraad hadden - het gerstenat. De vreugde moet uit de kelder komen was een populair gezegde in Limburg met zijn 127 brouwerijen rond te Eerste Wereldoorlog.

### Interbellum
Tijdens de Eerste Wereldoorlog eisten de Duitse bezetters de brouwerij op. In 1920 werd de productie terug opgestart en vanaf die dag werd Paul Clerinx, de zoon van de stichter ingeschakeld. Het zou echter tot 1932 duren voor men met 37.100 kg. mout de vooroorlogse productie kon overtreffen.
Door het succes van concurrent Alken met zijn Cristal Alken en het overlijden van Evarist Clerinx, kreeg Brouwerij Kerkom rake klappen. En toch overleefde ze de Tweede Wereldoorlog.

### Na de Tweede Wereldoorlog
In 1952 trad Jean Clerinx in dienst van de brouwerij. Hij geloofde in een streekbier, maar zou de strijd na enkele jaren moeten opgeven. In 1968 nam hij de beslissing om de brouwactiviteit te staken. Zelf ging hij aan de slag bij Alken, de concurrent die zijn brouwerij had weggeconcurreerd.
Bij zijn pensionering, in 1988, startte Jean Clerinx een nieuwe, kleinere ambachtelijke brouwerij en brouwde een donkerblond bitterig bier van hoge gisting met een alcoholvolume van 5,5 %. Het kreeg de naam Bink, die tevens de spotnaam is van de Truienaars.

### 21e eeuw
Sinds 1999 leidt Marc Limet de brouwerij, die werd gemoderniseerd. Er kwamen nieuwe biertanks bij en in 2000 werden twee seizoensbieren geïntroduceerd: de Bloesem Bink en het Winterkoninkske. Hoewel reeds sinds jaren een brouwinstallatie klaarstaat, is er nog steeds geen officiële toestemming om te brouwen. De bieren werden in opdracht gebrouwen door brouwerij Sint-Jozef te Opitter en vervolgens door Brouwerij De Ranke, die in 2022 Brouwerij Kerkom overnam.

## Bieren
- Adelardus Dubbel, donker bier met een alcoholpercentage van 7%
- Adelardus Tripel, blond bier met een alcoholpercentage van 9 %
- Bink Blond, blond bier met een alcoholpercentage van 5,5%
- Bink Bruin, donker bier met een alcoholpercentage van 5,5%
- Bink Tripel, blond bier met een alcoholpercentage van 9%; voorheen heette dit bier Kerkomse Tripel
- Bloesem Bink, amberkleurig bier met een alcoholpercentage van 7,1%
- Bloesem Kriek, bier met een alcoholpercentage van 4,50%
- Hopverdomme, IPA met een alcoholpercentage van 7%
- Winterkoninkske, donker winterbier met een alcoholpercentage van 8,3%
- Winterkoninkske Grand Cru, donker winterbier met een alcoholpercentage van 13%